# Гімнокаліціум
Гімнокалі́ціум (Gymnocalycium) — рід кактусових з кулеподібним, злегка сплощеним стеблом, з безліччю округлих горбків і часто з щільними, розчепіреними та розгалуженими колючками.

## Етимологія

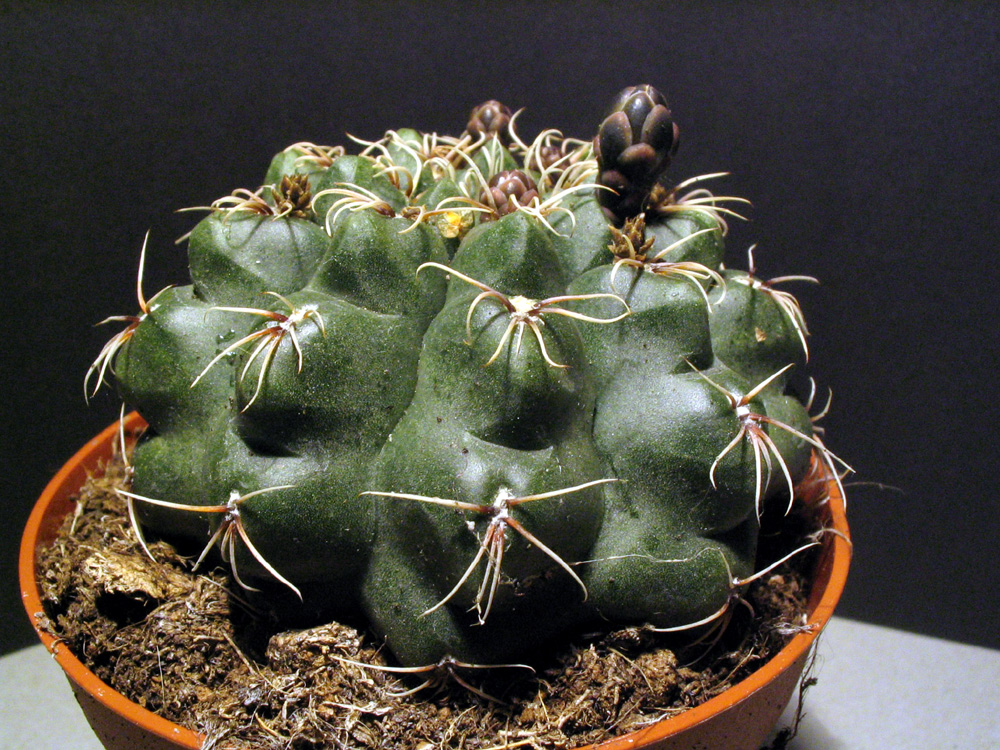
Гімнокаліціум Бальда (Gymnocalcium baldianium)

Гімнокаліціуми отримали свою назву завдяки абсолютно голим, без жодної волосини бутонам (у перекладі з грец. γυμνός — «гола» та грец. κάλυξ — трубка).

## Зовнішній вигляд

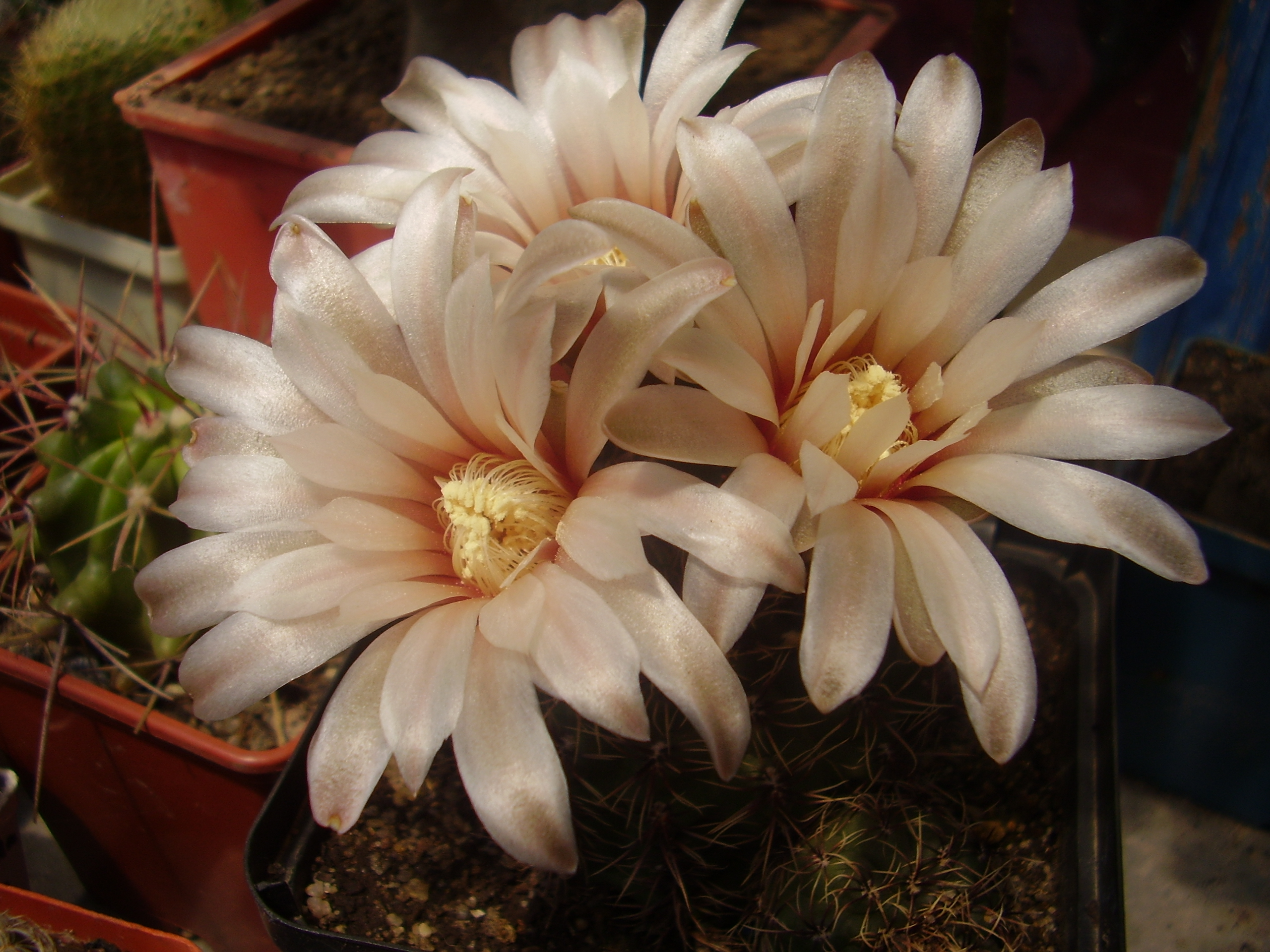
Квіти Gymnocalycium erinaceum

Рід Гімнокаліціум включає близько 70 видів і багато різновидів: поряд з карликовими, стебла яких не перевищують 4 см у висоту, є крупні види, стебла яких досягають 50 см у висоту та маси понад 40 кг. Стебла, як правило, кулясті, забарвлення варіює від червоно-коричневих до фіолетових відтінків зеленого кольору.
Останніми десятиріччями виведено декілька декоративних безхлорофільних форм: молочно-рожеві, червоні, лилові, жовті. У більшості видів коріння мочкувате, у деяких — ріпоподібне. У більшості видів ребра розділені на горбки поперечними борозенками, які знаходяться під ареолами. Особливістю горбків є клиноподібний виступ, направлений до основи стебла. Колючки різноманітні за довжиною та забарвленням, ростуть або пучком в сторони, або павукоподібно притиснуті до стебла.
З віком кількість ребер і довжина колючок змінюються, що ускладнює визначення видів.
Більшість гімнокаліціумів цвіте переважно з 2 — 3-річного віку. Бутони з'являються з ареол, розташованих на верхівці рослини. Квіти білі, сіруваті, зеленуваті, жовті, рожеві, червоні, дзвіночко-воронкоподібні, 3 — 10 см у довжину та в діаметрі. Плоди сірувато-зелені, з червонуватим чи блакитним відтінком, овальної форми, до 2 см в діаметрі, та 4 см у довжину.

## Місця зростання

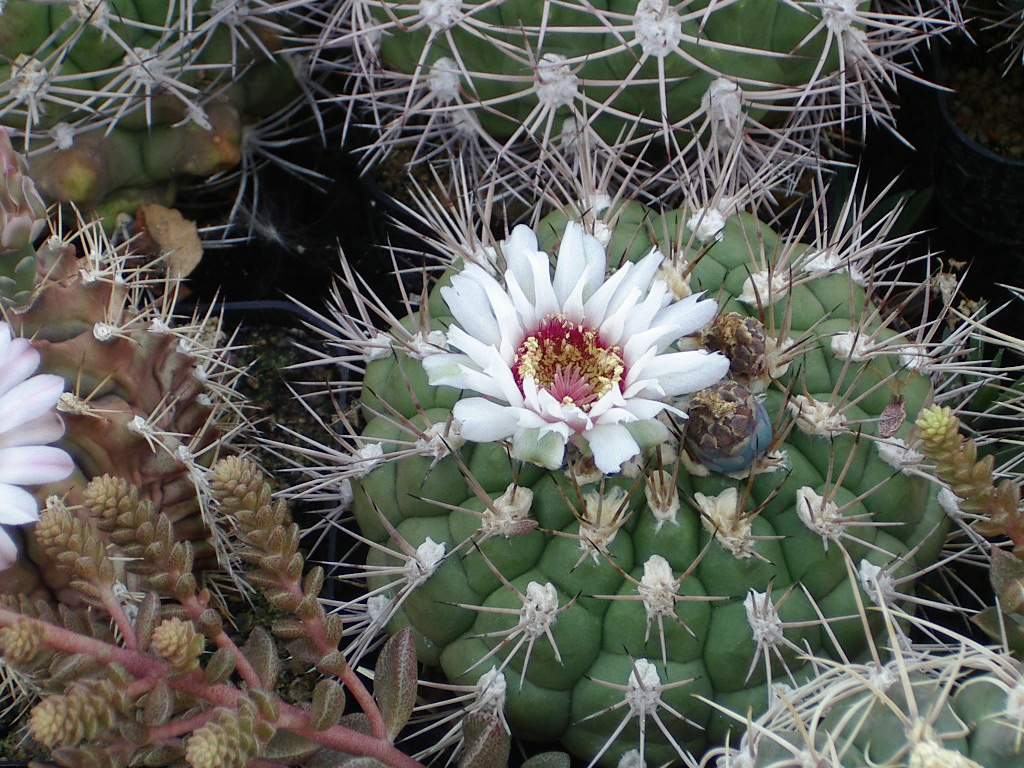
Gymnocalycium pflanzii

Гімнокаліціуми — найтиповіші кактуси Південної Америки: ростуть поодиноко, групами або дернинами, зустрічаються на величезних просторах від холодної Патагонії до субтропіків на півдні Бразилії та на південному сході Болівії. У Болівії ростуть в посушливій області біля висохлих соляних озер. Тут, наприклад, можна знайти покритий вапняним налітом гімнокаліціум Анісітса (Gymnocalycium anisitsii), відоміший під старою назвою гімнокаліціум блідосіруватий (Gymnocalycium griseopallidum). Найвідоміші райони зростання гімнокаліціумів знаходяться в Аргентині і Парагваї. Тут був знайдений один з найвідоміших, але важкий для культивування вид — гімнокаліціум Міхановича (Gymnocalycium mihanovichii). Гімнокаліціуми зустрічаються майже в усіх провінціях Уругваю, де вони ростуть разом з видами з родів нотокактус (Notocactus), віґінсія (Wigginsia), фрайлея (Frailea).

## Утримання та догляд

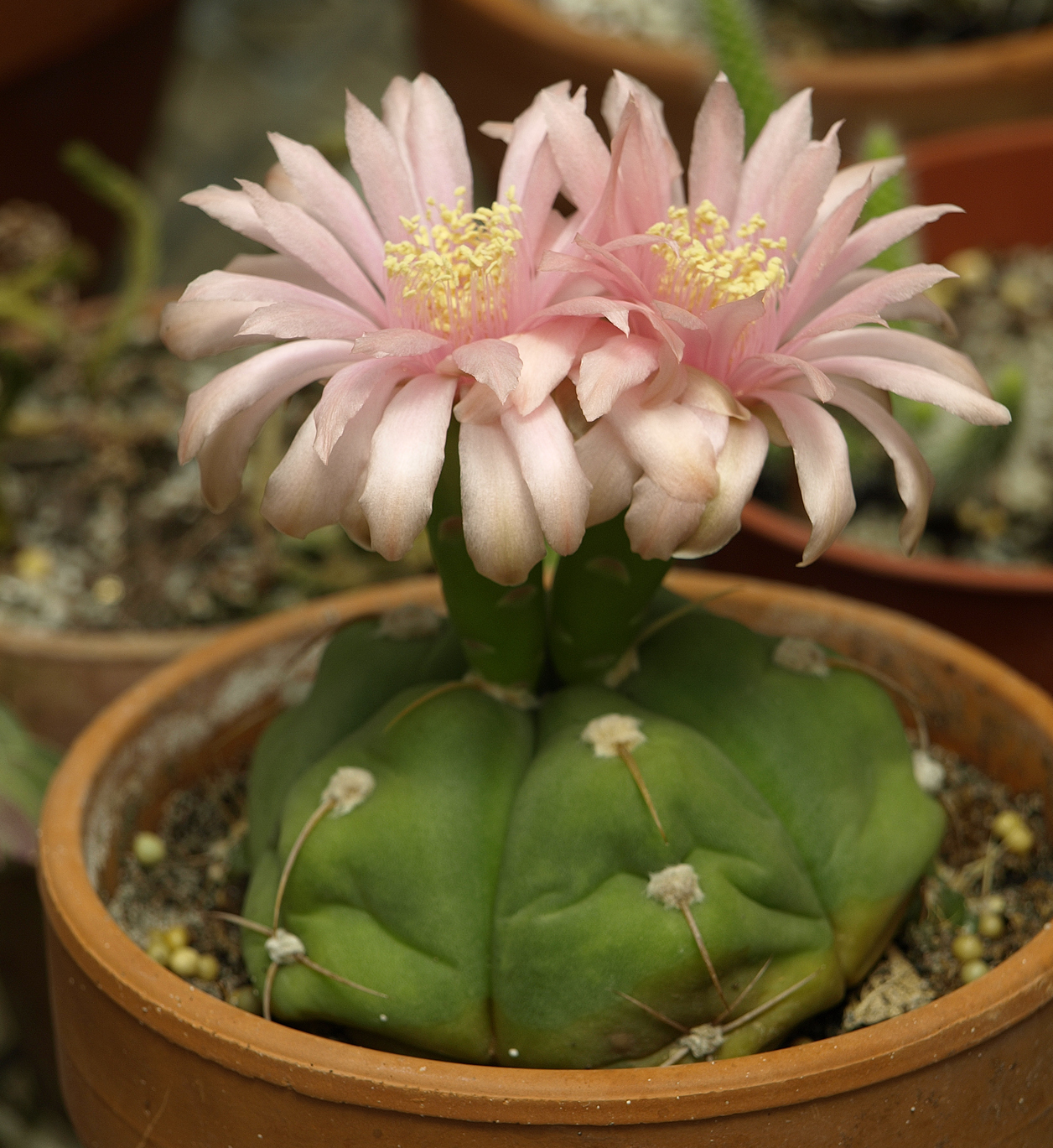
Gymnocalycium horstii

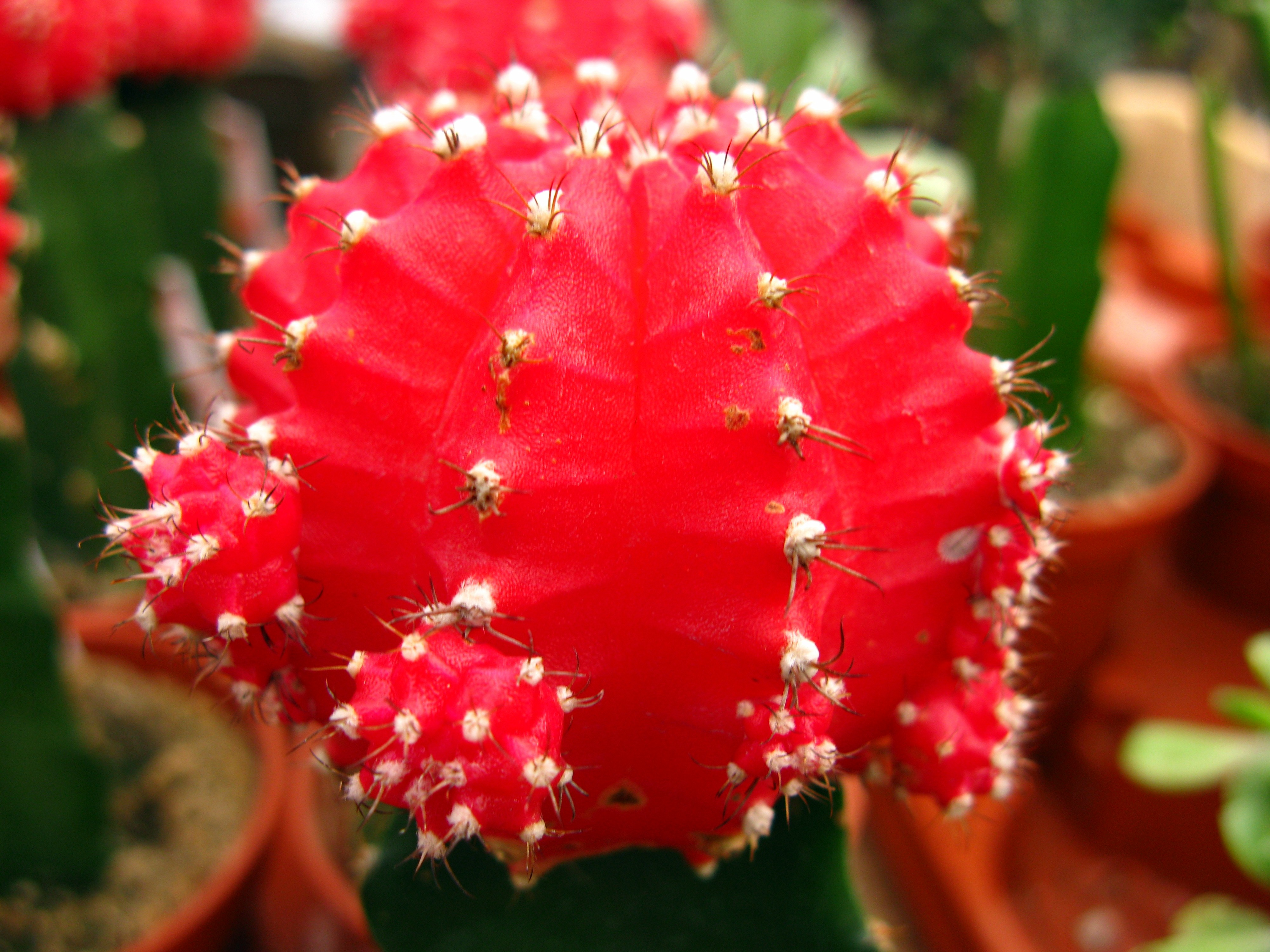
Безхлорофільна форма гімнокаліціума Міхановича

Гімнокаліціуми надають перевагу в зимовий період не дуже низькій температурі (мінімум + 10 °С), в іншому випадку вони можуть загинути. Сухого ґрунту цей вид не переносить, тому взимку його потрібно трохи поливати. Більшість гімнокаліціумів мешкає в зоні субтропіків Південної Америки, але досить високо в горах. Вони надають перевагу свіжому повітрю і не люблять дуже сильної спеки. Часто їх можна зустріти на ґрунтах, що утворилися в результаті вивітрювання гірських порід. Кактусоводам важливо стежити за тим, що період зростання у гімнокаліціумів триває і восени, полив починають скорочувати поступово і закінчують в жовтні. Кактуси можна потроху поливати взимку, але так, щоб вода надходила в ґрунт знизу. Обережний полив рослин починають у березні. Гімнокаліціуми найкраще почувають себе на ґрунті, багатому гумусом та поживними речовинами. Оптимальна земляна суміш: 40 % листового прегною, 30 % дернового ґрунту, 30 % крупнозернистого піску цегляної та гравійної крошки. Активне зростання рослин починається влітку. Поливати їх в цей час слід регулярно. Якщо ці умови дотримані, — чекайте рясного цвітіння: одна квітка буде зміняти іншу. Найбільш примхливі, вкрай чутливі до умов культури гімнокаліціуми можна прищеплювати. Деякі з них, однак, можуть рости на власних коріннях при дуже уважному і ретельному догляді. Прищеплені мутанти гімнокаліціума Міхановича можна зустріти в продажу у вигляді невеликої червоної або помаранчевої кулі на зеленій підщепі. Оскільки мутант не містить хлорофілу, він не може живитися самостійно і цілком залежить від підщепи.

## Класифікація
Вперше рід Gymnocalycium був описаний у 1844 р. Людвігом Пфайфером (Ludwig Georg Karl Pfeiffer), який і дав йому цю назву. З тих пір був запропоновано цілу низку різних систематик роду Gymnocalycium, що базуються головним чином на будові насіння. Згідно з останніми у роді виділяють шість підродів: Gymnocalycium, Macrosemineum, Microsemineum, Muscosemineum, Pirisemineum і Trichomosemineum, чотири з яких, у свою чергу, містять одинадцять секцій.
Едвард Андерсон (Edward F. Andersson) у своїй фундаментальній праці «THE CACTUS FAMILY» (2001) розділяє рід Gymnocalycium на 71 вид до яких долучаються ще 39 підвидів.